# Fasans dal
Fasans dal eller Fruktans dal (engelska: The Valley of Fear) är en Sherlock Holmes-roman av Sir Arthur Conan Doyle, ursprungligen publicerad 1914—1915 som följetong i The Strand Magazine i Storbritannien.

## Handling
Liksom romanerna En studie i rött och De fyras tecken är romanen tvådelad, där första delen handlar om hur Sherlock Holmes och Dr Watson löser fallet i England, och andra delen är en bakgrundshistoria kring de skyldiga.
Ett brutalt mord har begåtts i en engelsk herrgård. Vindbryggan över vallgraven var uppfälld men ingen i huset kan rimligtvis vara skyldig. Bokens andra del utspelar sig i hård miljö bland gruvarbetare och frimurare i Vermissa Valley, USA.